# Lauro Mumar
Lauro G. Mumar (Talibon, 6 dicembre 1924 – 20 dicembre 1990) è stato un cestista e allenatore di pallacanestro filippino.

## Carriera
Ha disputato otto partite ai Giochi della XIV Olimpiade segnando 47 punti con un massimo di 11 contro l'Argentina. È stato tra i protagonisti della medaglia di bronzo vinta dalla sua nazionale nel Campionato mondiale maschile di pallacanestro 1954 disputato in Brasile. Vanta anche due medaglie d'oro ai Giochi asiatici (1951 e 1954).